# ラモン・マルガレフ

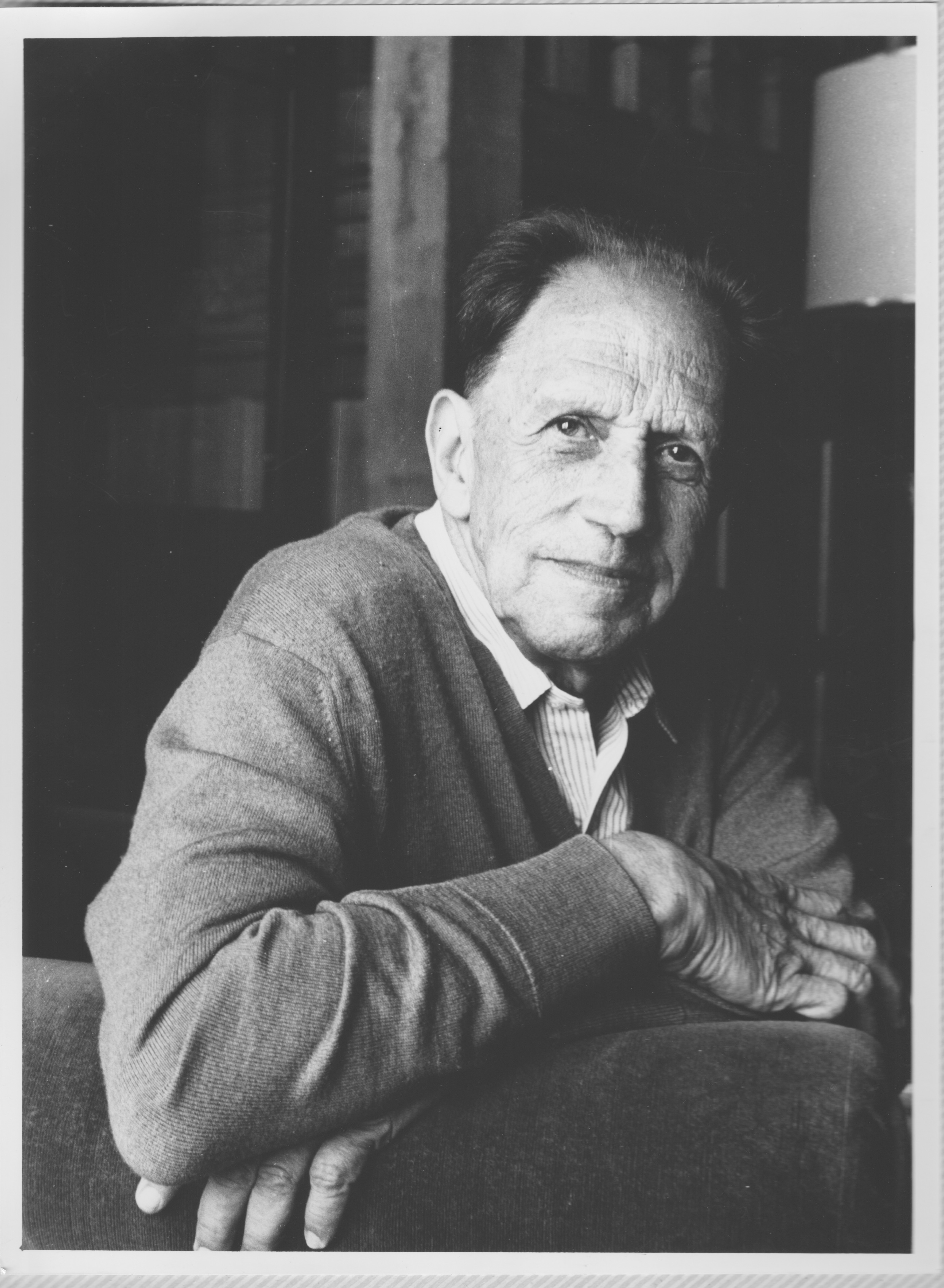

ラモン・マルガレフ・イ・ロペス（スペイン語: Ramon Margalef i López, 1919年5月16日 - 2004年5月23日）は、スペイン・バルセロナ出身の生物学者（生態学）。マルガレフはスペインでもっとも卓越した科学者である。

## 経歴

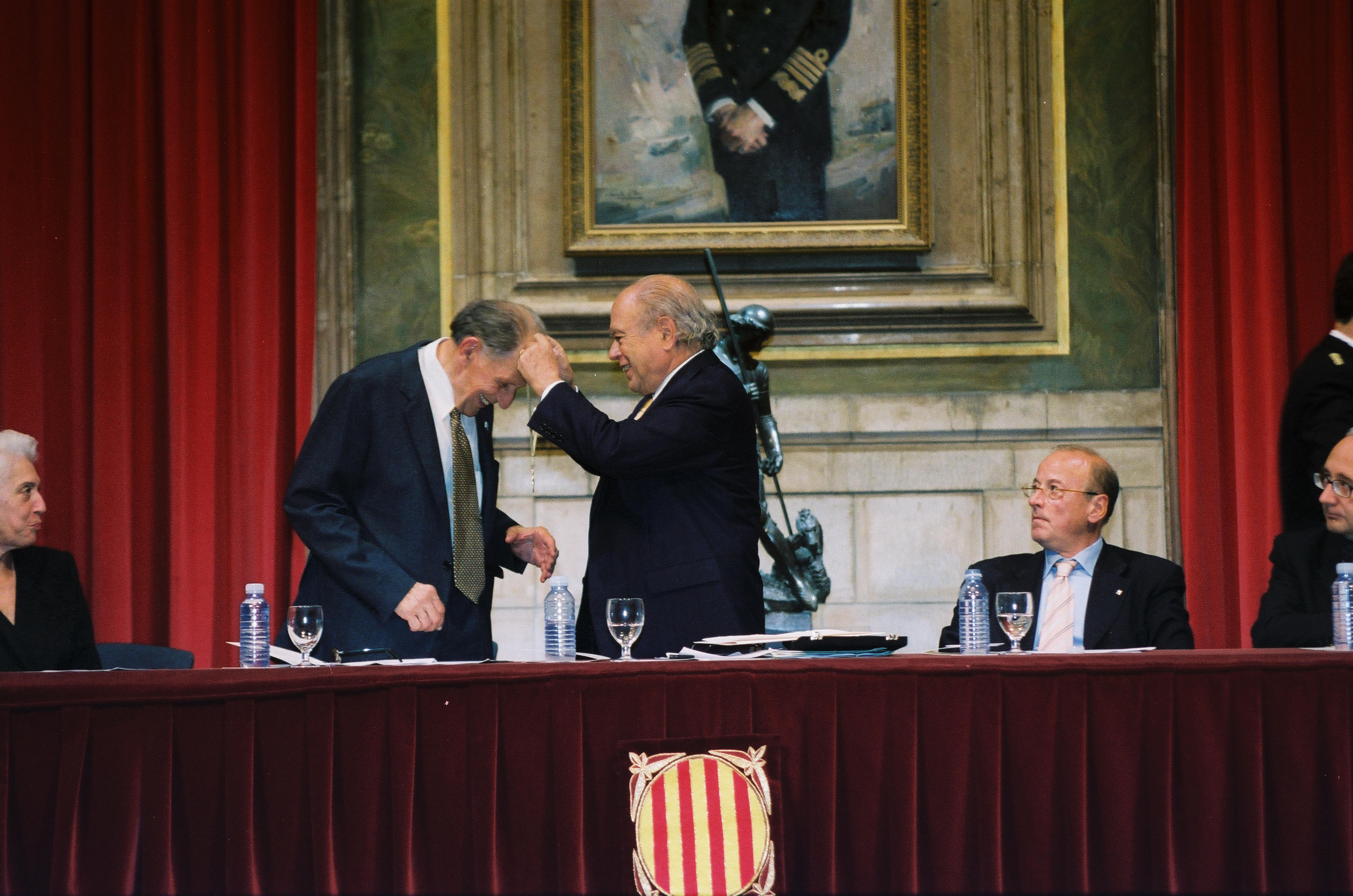
カタルーニャ州政府ゴールドメダルを授かるマルガレフ

1919年5月16日にバルセロナに生まれ、バルセロナ大学で自然科学を学んだ。1946年から1951年には応用生物学研究所で、その後は水産業研究所で働き、1966年から1967年には後者の責任者となった。1967年にはスペインで初めての生態学の教員となった。バルセロナ大学に生態学科を創設し、数多くの生態学者、湖沼学者、海洋学者を養成した。マルガレフはバルセロナ大学生態学科の名誉教授である。
1957年にはバルセロナ王立芸術科学アカデミーの会員としての就任講義「生態学の情報理論」を英語に翻訳し、世界中からの注目を集めた。1958年夏にはプエルトリコのマヤグエスにあるプエルトリコ大学海洋生態学研究所で海洋生態学の教員を務めた。1963年にはThe American Naturaliste誌に画期的な論文「On certain unifying principles in ecology」を投稿。シカゴ大学で行った特別講義を基にした1968年の著書『環境理論の視点』と合わせて、理論的生態学をリードする思想家とみなされるようになった。

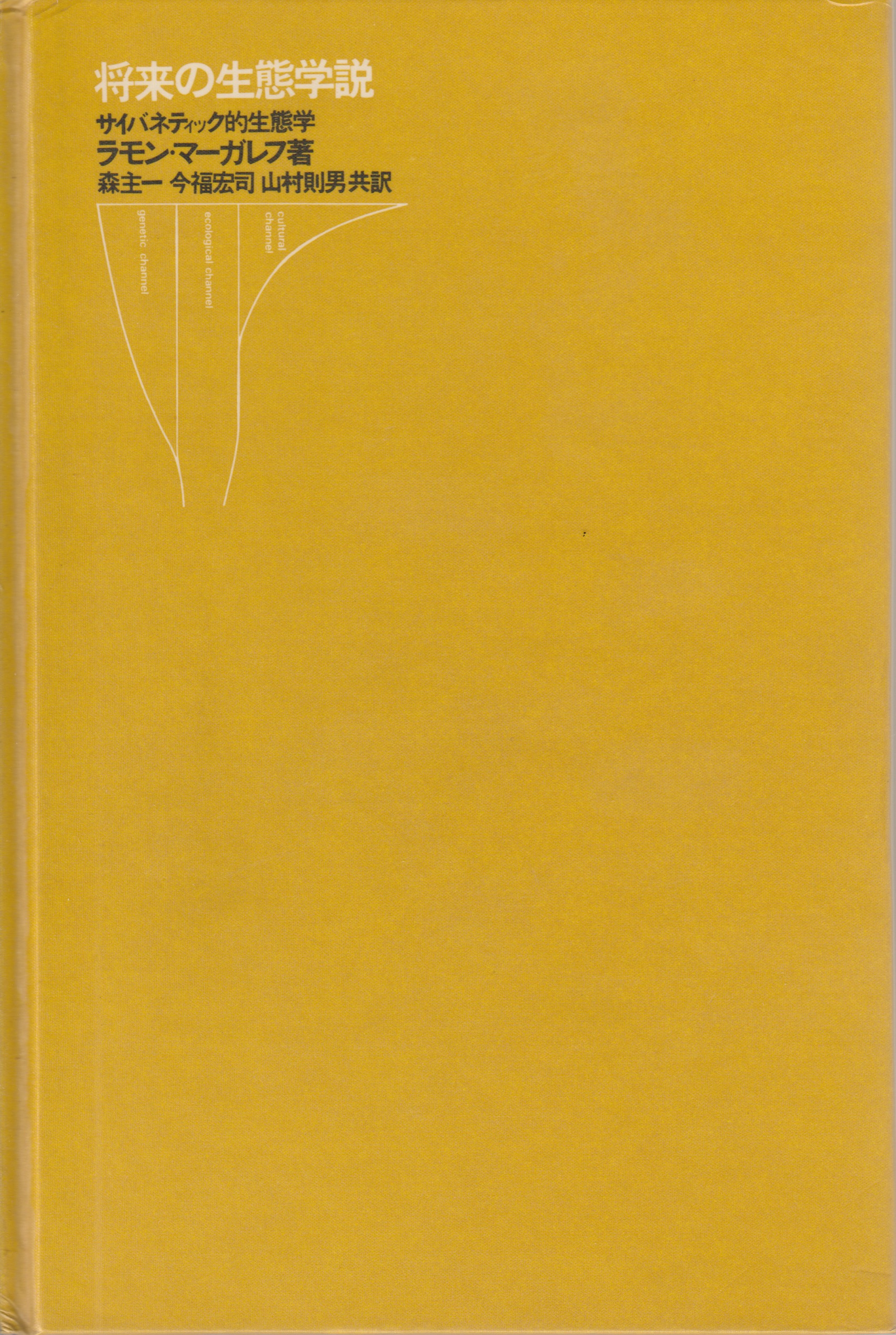

マルガレフが行った仕事には、生態学研究への情報理論の適用や、集団研究のための数学的モデルの作成などが挙げられる。マルガレフの著書には『自然界』（1962年）、『環境理論の視点』（1968年）、『生態学』（1974年）、『生物圏』（1980年）、『湖沼学』（1983年）、『生態系の理論』（1991年）などが挙げられる。2004年5月23日に死去した。2004年にはラモン・マルガレフ生態学賞が設立された。

## 受賞
- AGハンツマン賞（英語版）
- 国際海洋学会（英語版）(SIL) ナウマン・ティエンマンメダル
- スペイン政府 ラモン・イ・カハル賞
- カタルーニャ州政府ゴールドメダル（英語版）